# Chrono Trigger
Chrono Trigger (クロノ・トリガー Kurono Torigā?) este un joc de rol creat de Square Co., Ltd. (acum Square Enix Co., Ltd.) pentru consola Super Nintendo Entertainment System. A apărut pentru prima oară pe 11 martie 1995 în Japonia și pe 22 august 1995 în America de Nord. Jocul se desfășoară în jurul unor aventurieri care sunt transportați din greșeală prin timp și află că lumea va fi distrusă în viitorul îndepărtat. Jurându-se să prevină acest dezastru, ei călătoresc de-a lungul istoriei ca să descopere o metodă de a salva planeta.
Chrono Trigger a fost programat de un grup numit „Dream Team”  (Echipa Viselor) sau „Dream Project” (Proiectul Viselor) consistând din Hironobu Sakaguchi, Kazuhiko Aoki și compozitorul Nobuo Uematsu, cunoscuți pentru lucrările lor la seria Final Fantasy, precum și Yuuji Horii și artistul Akira Toriyama, cunoscuți pentru lucrările lor la seria Dragon Quest.
La momentul apariției sale pe piață, anumite aspecte ale lui Chrono Trigger au fost revoluționare, mai precis sfârșiturile sale multiple, misiunile secundare care ajută la dezvoltarea personajelor, sistemul său de luptă unic, și grafica detaliată. Încă mai este văzut de către fani ca unul din cele mai bune jocuri vreodată, și în 1999 TOSE i-a schimbat sistemul de operare (porting) și a fost relansat de către Square în Japonia pentru Sony Playstation. În 2001, a fost lansat in America de Nord ca o parte a Final Fantasy Chronicles pentru PlayStation, care include Final Fantasy IV. Nu a fost niciodată distribuit în regiunile PAL.

## Jocul
Chrono Trigger incorporează multe elemente caracteristice jocurilor de rol, aducând de asemenea și căteva inovații. Cum este cazul cu majoritatea jocurilor de rol, jucătorul deține controlul asupra personajelor în lumea fictivă 2D, ce consistă din păduri, orașe și donjoane. Navigarea este efectuată printr-o hartă overworld, reprezentând peisajul văzut ca de la o vedere aeriană. Orașele și pădurile sunt reprezentate prin hărți mai realiste, în care jucătorii pot să converseze cu localnicii ca să își procure bunuri și servicii, să rezolve enigme, sau să întâlnească inamici. Totuși stilul jocului diferă de cel tradițional folosit în jocurile de rol, în sensul că la întâlnirile aleatorii, mulți inamici sunt vizibili pe hartă sau sunt în așteptare de atac. Contactul cu inamicii într-o hartă desfășoară acțiunea pe harta în sine în locul apariției unui ecran de luptă separat. Acest concept a fost refolosit în jocurile Secret of Mana și Final Fantasy Adventure, dar la timpul său era rar în jocurile de rol.
Ceea ce îl clasifică ca un joc RPG este faptul că și jucătorii atât cât și inamicii pot să folosească atacuri fizice sau magice și obiecte pentru a-și răni adversarii într-o luptă. Fiecare atac reduce numărul punctelor de viață (arătate într-o bară de viață numerică) al jucătorului sau al inamicului controlat de microprocesor și ele pot fi regenerate cu vrăji sau poțiuni. Când un personaj își pierde toate punctele de viață, el sau ea leșină; dacă toate personajele jucătorului ies din luptă, jocul se termină și trebuie reluat de la un capitol precedent salvat (cu excepția unor împrejurări speciale care lasă jucătorul să piardă). Jucătorii pot să-și echipeze personajele cu arme, armuri, căști și accesorii ce aduc anumite îmbunătațiri (precum putere de atac ridicată) în luptă și pot să folosească diverse bunuri consumabile. Aceste bunuri și echipamente pot să fie cumpărate sau obținute în timpul jocului, adeseori în cufere cu comori. Explorând locuri noi și luptându-se cu inamici, jucătorii urmează desfășurarea povestei Chrono Trigger.
Chrono Trigger folosește sistemul Active Time Battle (ATB), mândria lui Square Enix din seria Final Fantasy proiectată de către Hiroyuki Ito pentru Final Fantasy IV. Dar variația folosită în Chrono Trigger este diferită în comparație cu versiunile anterioare; jocul se autodescrie ca folosind „Active Time Battle 2.0”. Fiecare personaj poate să ia parte în luptă in battle când un cronometru personal (dependent de viteza atribuită personajului) ajunge la zero. Tehnici fizice și magice precum abilități de sabie sunt organizate printr-un sistem numit „Tehnici”. Tehnicile scad numărul punctelor de magie (un sistem similar cu punctele de viață), și deseori au suprafețe de efect; anumite vrăji rănesc monștri înghesuiți, pe cînd altele pot să rănească pe toți în linie dreaptă. Inamicii de multe ori îsi schimbă pozițiile în timpul luptei, astfel creând posibilități de folosire tactică a tehnicilor. O caracteristică unică a sistemului de tehnică al lui Chrono Trigger este existența multor tehnici cooperative. Fiecare personaj primește opt tehnici personale care pot fi folosite în conjuncție cu cele ale altora pentru a crea tehnici duble sau triple pentru mai multă eficiență. De exemplu, tehnica lui Crono, Ciclon, poate fi combinată cu Aruncarea de Flăcări a lui Lucca pentru a crea Vârtej de Foc. Când personaje cu tehnici compatibile au destule Puncte de Magie la dispoziție pentru a le efectua și cînd sunt în stare, tehnica apare automat ca o opțiune.
Chrono Trigger incorporează și alte caracteristici unice, ca de exemplu călătoria în timp. Jucătorii au acces la șapte ere ale istoriei, iar schimbările făcute în trecut modifică viitorul. Pe parcursul istoriei, jucătorii își găsesc aliați noi, termină misiuni secundare și caută răufăcătorii principali. Călătoria în timp se efectuează prin portale și coloane de lumină numite „porți ale timpului”, precum și printr-o mașină a timpului numită „Epoch”. Chrono Trigger folosește și Mode 7 texture mapping într-un mini-joc de curse și câteva scene cinematice. Jocul are opțiunea New Game +, ceea ce înseamnă că jucătorii, după ce termină jocul, pot să îl reînceapă cu datele jocului trecut: nivelele personajelor, tehnicile lor, echipamentul și bunurile se transferă, pe când banii și anumite obiecte legate de poveste dispar. Alte caracteristici neobișnuite ale lui Chrono Trigger sunt multiplele sfârșituri și posibilitatea de a termina jocul fără protagonist în echipă. Progresul jucătorului înainte de sfârșit determină care dintre cele 13 sfîrșituri (dintre care cîteva datorită numai unor variații foarte mici) va obține. Anumite sfârșituri pot fi accesate numai cu opțiunea New Game+, în care lupta cu răufăcătorul principal poate fi începută mai devreme. Square a folosit conceptul New Game+ în alte titluri, precum Vagrant Story, Chrono Cross, Parasite Eve și Final Fantasy X-2.

## Poveste

### Personaje
Cele șapte personaje care pot fi folosite în Chrono Trigger vin din diverse ere din istoria jocului. Jocul începe în 1000 d.Hr. cu Crono, Marle și Lucca. Crono este un protagonist mut, recunoscut drept viteaz și curajos, foarte îndemânatic la folosirea katanei, iar Marle fiind de fapt Prințesa Nadia al regatului Guardia, o fată băiețoasă foarte activă, deseori certată de tatăl său, regele. Lucca este un geniu mecanic și fiind mai confortabilă în jurul mașinăriilor decât în jurul oamenilor, are puțini prieteni pe lângă Crono. Are un interes aprig în știință, alimentat de un accident ce a paralizat picioarele mamei sale cu câțiva ani în urmă, și acum casa ei este plină cu echipament de laborator și cu mașinării. În 2300 d.Hr., Robo este un robot cu o personalitate aprinsă creat pentru a ajuta oamenii. Un dezastru mondial l-a lăsat stricat din 1999 d.Hr., dar după ce Lucca îl găsește și îl repară, el se alătură grupului drept mulțumire.
La celălalt capăt al spectrului istoric este Ayla, o femeie preistorică trăind în 65,000,000 î.Hr. Cunoscută ca fiind feroce, încrezută și neîntrecută în putere, Ayla este șefa satului Ioka și este la război cu Reptitele, niște dinozauri umanoizi care caută să domine lumea. Ultimele două personaje care se alătură echipei sunt Frog (Broască) din 600 d.Hr. și personajul opțional Magus, deși cel din urmă s-a născut în era 12000 î.Hr. Frog este un scutier ce se numea „Glenn”; dar corpul său a fost transformat în broască umanoidă de către vrăjitorul Magus. După ce Magus i-a ucis prietenul, Cyrus, și pe el l-a transformat în broască, Frog și-a dedicat apoi viața protejării reginei din Guardia și răzbunării lui Cyrus, scopul lui fiind să-l omoare pe Magus. Învinuindu-se singur pentru moartea prietenului său, Frog este un cavaler ale cărui gânduri au rămas în trecut. Magus este un vrăjitor puternic și liderul Misticilor, o rasă de demoni și animale inteligente care se luptă contra umanității în era aceasta. Numele original al lui Magus a fost de fapt „Janus”, și el era prințul Regatul Zeal din 12000 î.Hr. Dar extraterestrul numit „Lavos” i-a distrus regatul și l-a trimis în 600 d.Hr. pe când încă era mic copil. Dornic de răzbunare împotriva lui Lavos și îngrijorat de soarta sorei sale, Schala, el este cinic și gânditor.

### Acțiune
Acțiunea din Chrono Trigger începe la Bâlciul Mileniului din 1000 d.Hr., o sărbătorire a unui mileniu de la fondarea regatului Guardia. Protagonistul, Crono, este sculat de către mama sa și pornește spre Piața Leene, unde se ține bâlciul. După ce se ciocnește din greșeală cu o fată pe nume „Marle”, ei se împrietenesc repede și se duc să viziteze partea cea mai importantă a bâlciului, o mașinărie de teleportat inventată de prietena lui Crono, Lucca. Oferindu-se drept voluntar, Marle dispare când demonstrația devine incontrolabilă, teleportând-o într-un portal din cauza pandantivului ei, care rămâne pe jos. Determinat să își găsească noua prietenă, Crono recuperează pandantivul și Lucca activează mașina din nou, trimițând-ul pe Crono prin același portal. El reapare într-un crâng, și după găsirea unui sat apropiat descoperă că a călătorit patru sute de ani în trecut. La Castelul Guardia, el o găsește pe Marle îmbrăcată în ținută regală, și ea îi dezvăluie că regina de Guardia din era aceasta, Leene, a dispărut. O echipă de căutare a găsit-o pe Marle, și crezând că ea era regina, au adus-o la castel. Peste câteva clipe, Marle dispare din nou și apare Lucca, după ce a creat o „Cheie de Poartă” care îi permite să deschidă porți de timp apropiate. Lucca își dă seama că Marle este prințesa din Guardia în 1000 A.D., și că moartea strămoșului ei lipsitor ar putea să o facă să dispară. Cu ajutorul unei broaște umanoide și vorbitoare numită „Frog”, Crono și Lucca descoperă că regina Leene a fost răpită de „Mistici”, animale inteligente și creaturi demonice care se închină vrăjitorului Magus. Apoi ei salvează regina, o recuperează pe Marle și se întorc în era lor.
Cînd se întorc, Crono este judecat pentru răpirea prințesei. Manipulările cancelarului îl condamnă pe Crono la moarte, dar el reușește să evadeze din închisoare. Le întâlnește pe Lucca și pe Marle, și toți trei se adăpostesc într-o pădure alăturată castelului, dar sunt ajunși de către soldații regali. Regele apoi o imploră pe Marle să revină la castel dar ea refuză deoarece dorințele și prieteniile ei nu sunt respectate. Cei trei aventurieri atunci descoperă o cale de scăpare, o „poartă a timpului”, și sunt trimiși într-o eră a viitorului. Acolo sunt șocați să găsească o lume distrusă, cu rămășițele unei tehnologii avansate. La o cercetare mai îndeaproape a unui calculator ei descoperă o înregistrare a distrugerii suprafeței pământului, pricinuită de o creatură numită „Lavos”, care hibernase în adîncurile pământului până în 1999 d.Hr. Hotărâți să îl oprească pe Lavos înainte ca el să distrugă lumea, grupul recrutează un robot din viitor numit „Robo” și folosind o altă „poartă a timpului” ajung la Sfârșitul Timpului, unde un bătrân enigmatic le oferă jucătorilor sfaturi prețioase. În plus, anumite „porți ale timpului” sunt disponibile aici.
Crono și prietenii lui se întorc în 1000 d.Hr., și află că se pare că Magus l-a creat pe Lavos în Evul Mediu. Se întorc în 600 d.Hr. și află că trebuie să obțină o sabie pe nume „Masamune” pentru a-l învinge pe Magus, dar numai „Eroul” legendar poate să o mânuiască. După ce ajută gărzile castelului să se apere contra unui atac din partea armatelor lui Magus, ei escaladează munții Denadoro și sunt informați de către gardienii sabiei, Masa și Mune, că aceasta este ruptă în două. Curând se descoperă că „Eroul” din legendă este de fapt Frog, care păstrează mânerul sabiei Masamune, și că ea a fost făcută de Melchior, un fierar contemporan cu Crono. Întorcându-se în 1000 d.Hr., Melchior informează echpa că trebuie să obțină Dreamstone-ul, o piatră ce se găsea numai în timpurile străvechi, pentru a repara sabia Masamune. Jucătorul apoi ghidează personajele spre 65,000,000 î.Hr. printr-o „poartă a timpului” de la Sfârșitul timpului ca să găsească piatra. Acolo grupul se întâlnește cu femeia preistorică Ayla, care îi dăruieșe lui Crono Dreamstone-ul după ce câștigă la un concurs de băut cu ea. Dar a doua zi Reptitele fură „Cheia de Poartă”, niște dinozauri umanoizi care sunt la război cu oamenii, pe care îi consideră ca fiind „maimuțe”. Ayla îl ajută pe Crono să obțină „Cheia de Poartă”, și el și prietenii lui se întorc la Melchior. Cu ajutorul lui Lucca și al lui Robo, Melchior repară sabia, și Frog acceptă să se alăture lui Crono contra lui Magus și să mânuiască sabia Masamune.
La castel, înainte să îl poată confrunta pe Magus, ei trebuie să se lupte cu generalii lui, Ozzie, Flea și Slash, iar apoi să se lupte cu o armată de Mistici. Magus, care era tocmai prepara o vrajă despre Lavos, după ce este învins, dezvluie că el nu este creatorul lui Lavos, ci că numai voia să îl conjure. Întreruperea vrăjii creează o poartă a timpului gigantică, înghițind castelul lui Magus și conținutul lui. Crono și prietenii lui se trezesc iar în 65,000,000 î.Hr., și după ce o ajută pe Ayla să înfrângă Reptitele pentru ultima oară la fortăreața lor principală, apoi jucătorul află că Lavos este un extraterestru care a ajuns pe planetă în era aceasta. Descoperă la craterul creat de el o poartă a timpului care îi conduce la era edificată a Regatului Zeal în 12000 î.Hr., unde învață mai multe despre creatură. Acest regat plutitor tocmai îl descoperise pe Lavos și căutând să îi absorbe energia, construise o legătură cu el numită „Mașina Mammon” și un loc de procesare numit „Palatul Oceanului”. Un profet misterios anunță regina reatului despre aventurieri și ei sunt forțați să se întoarcă în 65,000,000 î.Hr. pe poarta a timpului pe care au venit și care este apoi închisă. Incapabili să se întoarcă la regatul Zeal, ei se duc la Sfârșitul Timpului și află de Aripile Timpului, o mașină a timpului creată de Belthasar, un Predicător Zeal trimis în viitorul îndepărtat. Localizând mașina în 2300 d.Hr., ei îi dau numele „Epoch” și se întorc în 12000 î.Hr., unde află că Palatul Oceanului va fi activat curând, și, grăbindu-se acolo, ei sunt martori deșteptării lui Lavos, perturbat de Mașina Mammon. Profetul se dezvăluie ca fiind Magus și încearcă să îl distrugă pe Lavos, dar nu reușește și puterile lui sunt absorbite.
Crono apoi încearcă să se lupte cu creatura ca să salveze viețile companionilor lui, dar din nefericire este omorât, corpul său fiind dezintegrat de către monstru. Lavos pe urmă distruge întregul regat, transportă prințul, Janus, în Evul Mediu și trimite cei trei Predicători, Melchior, Belthasar și un om numit „Gaspar” în locuri diferite pe parcursul timpului. Înainte ca Lavos să omoare tot grupul, Schala, prințesa din Zeal, îi salvează transportându-i în afara palatului și în singurul așezământ omenesc care mai rămâne, pe când ea rămâne în urmă. Prietenii lui Crono nu au foarte mult timp la dispoziție să se jelească deoarece Dalton, un fost lider a securității palatului, își face apariția și se autodeclară stăpânitorul pământului. Reușind să salveze Blackbird-ul, o aeronavă foarte complexă, bagă la închisoare grupul în navă și își ia zborul. Dalton confiscă mașina Epoch și dă ordinul ca să i se dea capacități de zbor. Echipa reușește să evadeze și îl înfrânge pe Dalton în Epoch-ul reconstruit, cu care distrug Blackbird-ul din greșeală când încearcă să fugă. Posmorâți asupra morții lui Crono, ei se întâlnesc cu Magus, care dezvăluie că este de fapt Janus Zeal, și că a crescut în Evul Mediu așteptând o șansă cu care l-ar putea înfrânge pe Lavos. El oferă grupului șansa să iți rezolve disputele într-o luptă finală și îi informă că Gaspar ar putea să îl readucă pe Crono în viață. Dacă jucătorul refuză să se lupte cu Magus, atunci acesta se alătură echipei. Vizitându-l pe bătrânul de la Sfârșitul Timpului, jucătorul afă că el este Gaspar, trimis aici în timpul distrugerii regatului Zeal. El le dă un mic dispozitiv numit „Chrono Trigger”, și le explică că permite numai un fel anumit de călătorie în timp. Urmând instrucțiunile lui, ei se duc la momentul morții lui Crono și opresc timpul, extrăgându-i sufletul chiar înainte de a moare.
Cu echipa reasamblată, grupul îl vizitează pe Gaspar din nou, care le explică diverse probleme care influențează pământul pe parcursul timpului. El le sugerează că participarea în aceste misiuni secundare îi va ajuta să se prepare pentru Lavos. Călătorind în 600 d.Hr., ei distrug o creatură numită „Retinite” care a transformat o pădure într-un deșert. Ca să poată cultiva pădurea și ca să îi asigure supraviețuirea, echipa îl lasă pe Robo acolo, și el petrece câteva sute de ani muncind la cultivarea pămîntului. Reîntorcându-se să îl ia în 1000 d.Hr., grupul ține o reuniune în pădure și speculează că porțile prin timp au fost create de altcineva în afară lui Lavos, care a dorit ca aventurierii să calatorească prin timp și să îndeplinească un scop anumit. După ce grupul adoarme, o Poartă roșie misterioasă apare și în care intră Lucca. Călătorind în 990 d.Hr. aceasta îi dă șansa să salveăe picioarele mamei sale de la accident. Intâmplarea îi aprinde dorința lui Lucca de a învața tot ce se poate despre tehnologie pentru a putea să prevină accidentele din viitor. Echipa se confruntă cu ce mai rămâne din armata lui Magus din 600 d.Hr. Foștii lui generali, dându-și seama că el doar îi folosea pe Mistici, atacă grupul din nou, dar de această dată mor în timpul lupții. în 2300 d.Hr., călătoria îi duce la fabrica unde Robo a fost creat. Acolo ei descoperă că calculatorul programator al inteligenței lui artificiale, Creierul Mamă, a devenit corupt, și că ea folosește fabrica ca un loc de exterminare a oamenilor. Cu multe regrete, robo distruge fabrica împreună cu fosta lui prietenă reprogramată, Atropos. Mai târziu, în 1000 A.D., echipa află că fantoma prietenului lui Frog, Cyrus, bântuiește niște ruine pe lângă un orășel. Călătorind acolo, Frog vizitează mormântul pe care l-a construit prietelui său și îl ajutț să își regăsească pacea, chiar dacă nu l-a omorât pe Magus.
Într-o altă aventură, echipa se duce să caute Piatra Soarelui, un artefact cândva folosit drept sursă de energie în Zeal. O localizează într-o fostă fortăreață a regatului, apărută la suprafața apelor în 2300 d.Hr., dar își dau seama că puterea sa s-a consumat. Ducând-o în 65,000,000 î.Hr., ei o lasă să se încarce pe cursul a milioanelor de ani, dar află că în 1000 d.Hr. a fost furată. Pentru a-l convinge pe deținătorul ei, primarul avar Porre, ei călătoresc în 600 d.Hr. și îi învață strămoșul cum să fie generos dându-i mâncare lui și familiei lui. O dată ce Piatra Soarelui este la siguranță în 600 d.Hr., ei descoperă un alt artefact legendar, Scoica Curcubeului. Localizată în fortăreața distrusă a Reptitelor, rămasă întreagă din 65,000,000 î.Hr., fiind mult prea grea pentru echipă ca să fie mutată, ei își procură ajutorul Regelui Guardia XXI din Evul Mediu, care apoi păstrează scoica în Castelul Guardia. Când grupul se întoarce în 1000 d.Hr., află că tatăl lui Marle, Regele Guardia XXXIII, este judecat de către cancelar pentru că a încercat să vândă scoica, acum devenită o podoabă familială. Crono și coechipierii lui dezvăluie adevărata identitate a Cancelarului, el fiind un Mistic, îl înving și apoi o ajută pe Marle să își rezolve probleme cu tatăl ei.
În final, aventurierii infiltrează Palatul Oceanului reapărut — acum numit „Semnul Negru” — unde Regina Zeal încă mai trăiește, după ce a supraviețuit distrugerea lui Lavos a regatului ei și după ce a devenit o păpușă a puterii creaturei. Echipa înfrânge regina coruptă și distruge Mașina Mammon de la centrul Palatului, ceea ce dezintegrează toată instalația. O confruntare finală cu Lavos se ivește, în care mai întâi grupul penetrează mai întai caracasa creaturii, și descoperă că Lavos a recoltat ADN-ul de pe planetă pentru propria evoluție și absorbit energia produsă. O dată ajunși în fața geneticii controlate a lui Lavos, ei îl confruntă în forma finală și distrug creatura.
Sfârșitul jocului depinde de momentul în care jucătorul l-a învins pe Lavos, precum și de alte modificări minore. În primul sfârșit, membrii echipei își spun la revedere la Bâlciului Mileniului și se întorc la propriile lor ere din timp. Dacă Magus s-a alăturat grupului mai devereme, se dezvăluie că acum vrea să o caute pe sora lui pierdută, Schala. Mama lui Crono intră din greșeală în poarta timpului înainte să se închidă, invitându-i pe Crono, Marle și Lucca să pornească într-o altă aventură în Epoch în timp ce artificiile luminează cerul.

## Proiectare
Chrono Trigger a fost produs de către Kazuhiko Aoki și regizat de către Akihiko Matsui, Yoshinori Kitase and Takashi Tokita. Dezvoltarea jocului a fost supravegheată de către Hironobu Sakaguchi, producătorul și creatorul seriei Final Fantasy, și de către Yuuji Horii, regizorul și creatorul seriei Dragon Quest. Yuuji Horii a lucrat la povestea jocului și fiind un fan al beletristicii despre călătorii în timp fictions, precum și al serialului TV Time Tunnel, el s-a concentrat asupra acesteia în Chrono Trigger. Schița a fost editată și completată de Masato Kato, care a scris toate evenimentele erei 12,000 î.Hr. din lumea jocului. În sfârșit, Yoshinori Kitase și Takashi Tokita au creat divesele sub-scenarii.
Personajele jocului au fost create de către Akira Toriyama, creatorul seriei de manga Dragon Ball, cunoscut și pentru munca lui la seria Dragon Quest. Alți proiectanți care au participat la dezvoltarea jocului sunt Tetsuya Takahashi, Yasuyuki Honne, Tetsuya Nomura, și Yusuke Naora, lucrând ca regizori grafici.

## Audio
Pista sonoră a lui Chrono Trigger a fost compusă de Yasunori Mitsuda și de către compozitorul veteran al seriei Final Fantasy, Nobuo Uematsu. Jocul a fost primul pentru care Mitsuda a compus, dar după ce a făcut ulcer la stomac, Uematsu a fost introdus în proiect pentru a compune încă zece melodii. La ieșirea sa pe piață, cantitatea de efecte de sunet și de melodii era nemaivăzută, și pista de sunet a fost eliberată ca o colecție de trei discuri. Un disc de jazz acid numit „Brink of Time” a fost eliberat. Mai târziu, un alt disc al pistei de sunet a fost eliberat pentru a concide cu reîntroducerea jocului pe PlayStatione, conținând melodiile orchestrale folosite în scenele cinematice. Yasunori Mitsuda a compus și patru piese noi pentru bonusurile jocului, deși nu au fost incluse în pista de sunet a reîntroducerii. Recent, Yasunori Mitsuda a aranjat versiuni ale melodiilor din seria Chrono pentru concertele de muzică din jocuri video Play! prezentând motivul principal, „Frog's theme”, și „To Far Away Times”.
Pista de sunet a fost remixată foarte mult de către fani, cu peste 300 de dedicații jocului, precum și un pumn de albume de performanță vândute pe piață. Acestea includ Time & Space - A Tribute to Yasunori Mitsuda și Chrono Symphonic. Cel din urmă a fost realizat de către site-ul OverClocked ReMix, și a avut ca scop să compună o pistă de sunet orchestrală pentru filmul ipotetic Chrono Trigger. Echipa hip hop Compromised a creat un album mash-up numit The Chrono Trigger Mixtape, Vol. 1, produs prin mixarea cântecelor rap a cappella cu versiuni instrumentale ale melodiilor jocului Chrono Trigger. Fanii japonezi își vând de multe ori albumele remix în compilații numite uzual „dojin” de către fanii vestici.

## Primire și critică
Chrono Trigger a vândut peste 2.36 milioane de copii în Japonia și 290,000 pe dinafară. Primele două milioane de copii vândute în Japonia s-au vândut în primele două luni. Jocul a fost primit cu un succes substanțial în America de Nord, și reîntroducerea sa pe PlayStation ca o parte a pachetului Final Fantasy Chronicles a fost în topul de vânzări de Playstation NPD TRSTS pentru mai mult de șase săptămâni. Această versiune a fost reîntrodusă în 2003 ca o parte a liniei Sony's Greatest Hits și mai recent Chrono Trigger a fost plasat foarte bine în lista site-ului IGN, „Topul 100 al jocurilor din toate timpurile”. În 2002, jocul ocupa locul 4, locul 6 în 2005, locul 13 în 2005, și locul 2 pe listă pentru 2006.
Chrono Trigger nu a fost numai un best-seller, dar a fost și bine văzut din punct de vedere critic. Nintendo Power l-a numit „cel mai mare joc” Square, referindu-se la grafică, sunet, și elemente de joc mai bune ca a celorlalte celorlalte jocuri de rol, pe când Official U.S. PlayStation Magazine l-a descris ca fiind „original și extrem de captivant”, exprimându-se foarte poztiv în legătură cu grafica, sunetul și povestea sa. IGN a comentat că „poate că este umplut de toate clișeurile RPG imaginabile, dar Chrono Trigger reușește să stea deasupra mulțimii” cu „o poveste [captivantă] care nu prea se ia în serios” și „cu una din cele mai bune piste de sunet de joc video produse vreodată”.
Totuși alți critici de jocuri video precum RPGFan și RPGamer, s-au întrebat asupra durația jocului, fiind mult mai scurt ca majoritatea jocurilor de rol, și că nivelul de dificultate este ușor în comparație cu alte RPG-uri. Totuși, au avut o impresie bună despre valoarea rejucării a lui Chrono Trigger datorită sfârșiturilor multiple, jocului simplu dar inovator, și povestea ca fiind „fantastică dar nu foarte complexă”.
Jocul a fost inclus în lista „Cele Mai Bune Jocuri Ale Tuturor Timpurilor” a lui GameSpot eliberată în aprilie 2006, și a apărut și pe locul 28 pe lista „Topul 100 Al Tuturor Timpurilor” într-un vot al cititorilor revistei Famitsu.

## Versiuni diferite
Cu câteva luni înainte de ieșirea pe piață a lui Chrono Trigger, o versiune beta a fost dată revistelor și magazinelor de jocuri video. Executarea codului fiind neterminată, este totuși diferită de versiunea finală, având melodii nefolosite și o hartă numită „Muntele Cântător”. Fanii curioși au explorat mai apoi imaginea ROM prin diverse metode, descoperind două sprite-uri de hartă a lumii nefolosite și câteva sprite-uri pentru anumite personaje non-jucător. Acesta a adus la zvonuri că un al optulea personaj ar fi fost menit pentru joc, dar nu există dovezi evidente. Versiunea jocului oficială, acum fiind vândută pe site-uri de licitație, conținea două hărți ale lumii, iar cumpărătorii japonezi care comandau jocul primeau și două cărți de joc holografice. Versiunea aceasta a folosit cartușe de 32-megabit cu RAM cu baterie pentru jocurile salvate, și nu erau necesare coprocesoarele de pe consolă.
Adaptarea de software (porting) a lui Chrono Trigger pentru Sony PlayStation a fost proiectată de către TOSE și eliberată de către Square în Japonia în 1999. Această versiune a fost eliberată și în America de Nord în 2001, cu tot cu o versiune remastered a lui Final Fantasy IV având împreună numele de „Final Fantasy Chronicles”. Această versiune are scene cinematice anime create de către proiectantul de personaje original Akira Toriyama (Bird Studio) și animate de către Toei Animation, precum și cîteva bonusuri care pot fi accesate numai după ce jucătorul obține diversele sfârșituri. Această versiune a fort primită mai rău din cauza timpului de încărcare mai lung decât cel de pe SNES. Versiunea pentru Playstation a pierdut și mult din culoare, împreună cu pierderea detaliilor. Dacă Chrono Trigger va apărea pe consola virtuală Wii depinde de rezolvarea unor probleme de drepturi de autor.
Au fost două încercări importante ale fanilor Chrono Trigger să refacă părți ale jocului pentru PC cu un motor de grafică 3D. Proiectele cele mai proeminente, Chrono Resurrection (o încercare de a reface zece mici scene cinematice interactive ale jocului) și Chrono Trigger Remake Project (o încercare de a reface întegul joc), au fost terminate forțat de către Square Enix printr-o scrisoare de cease and desist (încetați și renunțați).

## Continuări
Chrono Trigger a inspirat o varietate de continuări și de titluri spin-off. Un OVA de 16 minute numit „Nuumamonja: Time and Space Adventures” a fost creat în 1996. Trei alte titluri au fost lansate pentru Satellaview în 1995, și un al patrulea 1996. Primele trei au fost Chrono Trigger: Jet Bike Special, un joc de curse bazat pe un mini-joc din jocul original, Chrono Trigger: Character Library, un index al personajelor și al monștrilor din joc, și Chrono Trigger: Music Library, o colecție a muzicii din joc. Conținuturile ale Character Library și Music Library au fost incluse ca bonusuri în lansarea lui Chrono Trigger pe PlayStation.
Al patrulea titlu, Radical Dreamers: Nusumenai Hōseki, este o poveste secundară care se bazează pe o porțiune a jocului ce putea fi dezvoltată. Fiind un joc scurt bazat pe text cu grafică minimă și muzică atmosferică, jocul nu a fost niciodată lansat în afara Japoniei, deși a fost tradus de către fani în engleză. Anumite elemente din subiectul jocului Chrono Trigger, care includ contextul și personajele, au fost integrate mai târziu într-o continuare mai cunoscută numită Chrono Cross. Radical Dreamers: Nusumenai Hōseki a fost apoi scos din seria jocului și citat ca diind o altă dimensiune din Chrono Cross.
Nu sunt planuri pentru un nou joc în serie, cu toate că în 2001 Hironobu Sakaguchi a exprimat dorințele echipei de dezvoltare a jocului Chrono Cross de a face un nou joc Chrono și că diferite scenarii au fost considerate. În același an, Square a creat două licențe comerciale, Chrono Break și Chrono Brake respectiv în Statele Unite și în Japonia. În 2003, licența din Statele Unite a fost totuși abandonată. În timpul unui interviu Cubed3 pe data de 1 februarie 2007, vicepreședintele senior al lui Square Enix, Hiromichi Tanaka a spus că deși nu este nici o continuare plănuită, tot există posibilitatea unui nou joc.